# 洪朝貴

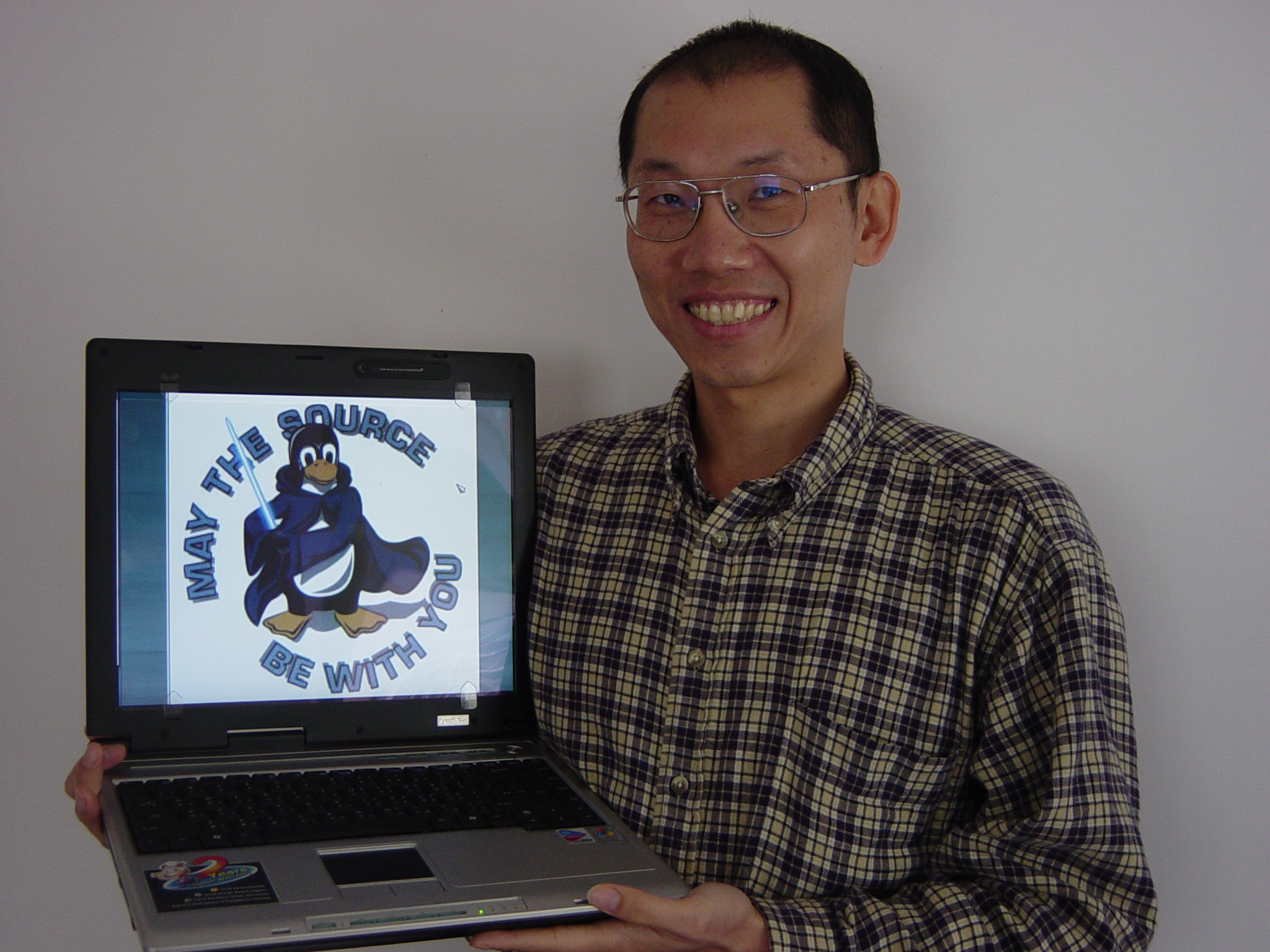
洪朝貴

洪朝貴，是美國南加州大學電腦科學博士，目前是朝陽科技大學資訊管理系副教授，是台灣的自由軟體與反對封閉格式的主要推動者之一。他使部份台灣人意識到他所謂的「知識自由傳播」的意義，有人稱他為「台灣自由軟體先驅者」。
他亦多次參與教學活動及推廣自由軟體的活動，如2004年8月6日，於「洪朝貴老師陪你與Hilaire Fernandes對談」中，他便與Dr. Geo的作者一起分享運用軟體教學的心得，選擇自由軟體的心路歷程，與及展示Dr. Geo的好處。

## 經歷
- 1993年—1995年：美國南加州大學電腦科學系兼任講師
- 1996年—1997年：義守大學資訊工程系副教授
- 1997年—2005年：朝陽科技大學資訊管理系副教授
- 2005年—2008年：樹德科技大學資訊工程系副教授
- 2008年迄今：朝陽科技大學資訊管理系副教授

## 相關連結
- 自由軟體
- 鴉片軟體
- 開放源碼

## 外部連結
- "資訊人權貴" 之家 （页面存档备份，存于）
- 資訊.人.權.貴 隨便記
- 資訊人權貴ㄓ疑 （页面存档备份，存于）
- ^ 洪朝貴老師陪你與Hilaire Fernandes對談